# Route nationale 677
Pour les articles homonymes, voir Route nationale 677 (homonymie).
La route nationale 677 ou RN 677 était une route nationale française reliant Lamothe-Cassel au Boutel. À la suite de la réforme de 1972, elle a été déclassée en RD 677. Mais la section du croisement RD 677/RD 2 (devenue RD 802) a été renommée RD 807 en 2003.

## Ancien tracé de Lamothe-Cassel au Boutel (D 677 et D 807)
- Lamothe-Cassel  D 677
- Murat, commune de Lamothe-Cassel
- Labastide-Murat
- Goudou, commune de Labastide-Murat
- Larcher, commune de Labastide-Murat
- Croisement RN 677/RD 2  D 807
- Le Bastit
- Péchaud, commune du Bastit
- Gramat
- Lavergne
- Le Boutel, commune de Mayrinhac-Lentour